# Тейлор, Джанет
Джанет Тейлор (урождённая Джейн Энн Ионн, 13 мая 1804 — 25 января 1870) — основательница «Морской академии Джорджа Тейлора», владелица склада по производству и ремонту навигационных приборов, английский астроном, специалист по навигации, математик, метеоролог, автор различных трудов по астрономии и навигации.
Её «Мореходная академия» высоко ценилась Ост-Индской компанией, организацией Тринити-хаус и Адмиралтейством. Короли Пруссии и Нидерландов наградили её медалями, а её правило расчета широты по высоте было описано как «гениальное». Тейлор была одной из немногих женщин XIX века, работавших конструкторами научных приборов в Лондоне. Однако, её «Калькулятор моряка», запатентованный в 1834 году, первоначально был отклонён Адмиралтейством и лишь позднее оценён как «гениальный, но непрактичный в „неуклюжих“ руках его потенциальных пользователей».

## Ранний период жизни
Джейн Энн Ионн родилась в городе Вулсингем, Англия, 13 мая 1804 года. Она была шестым ребёнком из восьми, её родителями были преподобный Питер Ионн и Джейн Дейтон. Она посещала вулсингемскую школу, директором которой был её отец и которая была одной из немногих школ Северной Англии, где преподавали навигацию. 
В возрасте девяти лет она получила стипендию на обучение в «Королевской школе Фиби Райт для вышивальщиц» в Эмптхилле, Бедфордшир, где обучение начиналось с четырнадцати лет. Королева Шарлотта была покровительницей школы и в данном случае отменила возрастной ценз.
После смерти отца, Тейлор вложила своё наследство в карьеру в области морского образования, где доминировали мужчины. В 1821 году она начала управление финансами бизнеса своего старшего брата.
30 января 1830 года, в Нидерландах, она вышла замуж за Джорджа Тейлора Джейна и стала мачехой троих детей. Бракосочетание состоялось в резиденции британского посла в Гааге. У них родилось ещё восемь детей, и шестеро из них смогли выжить.

## Достижения
В 1833 году Тейлор, вместе со своим мужем, открыла «Морскую академию Джорджа Тейлора». В это же время она опубликовала «Лунно-солнечные и хорарные таблицы: …содержащие простой и правильный метод определения долготы с помощью лунных наблюдений и хронометров; широты — по двойным высотам и прошедшему времени, азимуту, амплитуде и истинному времени» .
В 1834 году Тейлор получила патент на свой «Калькулятор моряка». Однако, изобретение не было принято британским Королевским флотом, поскольку Адмиралтейство посчитало его «недостойным покровительства лордов».
Усовершенствовав свою формулу лунного расстояния, она опубликовала второе издание «Лунно-солнечных и хорарных таблиц». Во многом этим успехом она была обязана Фрэнсису Бофорту, который помог добиться признания её работы военно-морским сообществом.

### Лунно-солнечные и хорарные таблицы
«Лунно-солнечные и хорарные таблицы» (1833) —  первая опубликованная книга Тейлор . Она упрощала расчёты астрономической навигации путём использования Луны вместо Солнца в качестве точки отсчёта. Было много дискуссий по поводу поиска наилучшего способа расчета долготы в море. Лунно-солнечные и хорарные таблицы пользовались огромным успехом благодаря открытию Тейлор, доказавшем, что Земля имеет сфероидальную, а не шарообразную форму. На протяжении всей книги по отношению к себе она использует местоимение «он», поскольку в навигации доминировали мужчины.
Книга была посвящена королю Вильгельму IV, предложившему Тейлор работу педагога для дворян.
Первое издание «Лунно-солнечных и хорарных таблиц» было рецензировано (1833) в «The United Service Journal», «The Atlas» и «The Morning Advertiser», что побудило молодых моряков использовать таблицы в качестве основы для обучения. В 1834 году Тейлор опубликовала краткую версию под названием «Упрощенные принципы навигации: с лунно-солнечными и хорарными таблицами и их применением в морской астрономии».
На грант Тейлор от Адмиралтейства, Trinity House и Ост-Индской компании вышло второе издание «Лунно-солнечных и хорарных таблиц» (1835); к 1854 году эта книга вышла в седьмом и последнем издании.
В 1842 году Тейлор опубликовала второе издание книги «Краткое изложение навигации и морской астрономии с улучшенными лунными таблицами», которая к 1859 году выдержала уже двенадцать изданий.

### Морская академия и навигационный склад миссис Джанет Тейлор.
В конце 1835 года Тейлор открыла вторую академию на средства, полученные от второго издания её книги «Лунно-солнечные и хорарные таблицы» (1835) и доход от её первой морской академии.
Морская академия и навигационный склад г-жи Джанет Тейлор предлагали обучение по всем предметам, которые могут понадобиться моряку: «полный курс по навигации, включая тригонометрию и её применение в навигации. Другой курс включал алгебру, геометрию, физическую географию в отношении скорости приливов, волн и т. д. Механику, включая композицию сил, механические мощности, законы движения, прочность на разрыв материалов; ветер, дождь, паровую энергию, атмосферные и океанические явления… и так далее…».

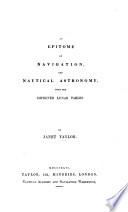
«Краткое изложение навигации и морской астрономии с улучшенными лунными таблицами», Джейн Тейлор, издавалось с 1842 по 1859 гг.

В конце 1830-х и 1840-х годов её академии рекламировались в Shipping and Mercantile Gazette и London Shipping Gazette.
Расширение её второй мореходной академии было одобрено такими организациями, как Адмиралтейство, Trinity House и Ост-Индская компания. Это расширение позволило ей принять учеников, которые в противном случае не смогли бы посещать занятия.

## Изобретения
Тейлор была изготовительницей музыкальных инструментов и зарекомендовала себя именно в этом качестве. Первая реклама её собственных хронометров появилась в 1838 году. После открытия эллипсоидной формы Земли, Тейлор создала и настроила навигационные инструменты, чтобы идти в ногу с этим новым открытием и принципами, которые были с ним связаны.
Компас Моряка, хотя и не был одобрен Адмиралтейством, считается самым выдающимся изобретением Тейлор.
В 1850 году Тейлор разработала и спроектировала квинтант для принца Уэльского (впоследствии стал королем Эдуардом VII). Год спустя принц Альберт организовал Великую выставку 1851 года, на которой Тейлор представила свой «бронзовый нактоуз с компасом, сделанный из водяной лилии».
В течение трёх лет после Всемирной выставки 1851 года Тейлор продолжала разработки новых нактоузов, проводя эксперименты с раскачиванием кораблей на Темзе вперед и назад и с регистрацией показаний компаса. Результаты были отправлены в письме астроному Джорджу Бидделлу Эйри (1854).
В 1856 году Тейлор изобрела морской искусственный горизонт, навигационный прибор, состоящий из насадки для секстантов и квадрантов.
В 1862 году Тейлор представила новый секстант и морской компас на Лондонской международной выставке промышленности и искусства.

## Дальнейшая жизнь

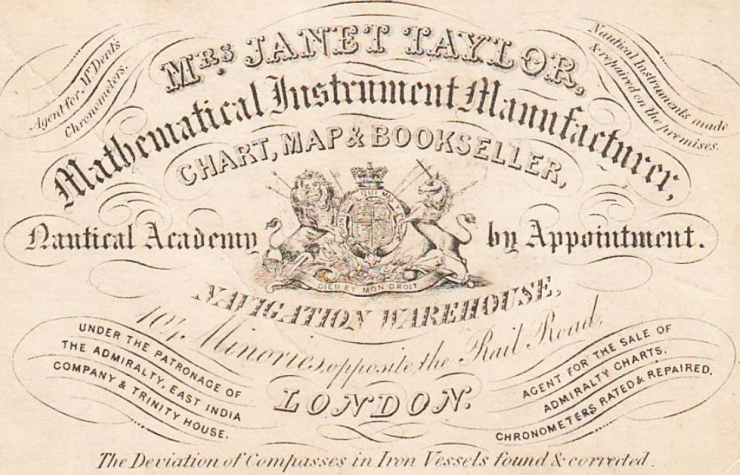
Торговая карточка Джанет Тейлор 1850 года

После смерти мужа (1853), Тейлор начала получать (с 1860 года) ежегодную пенсию по гражданскому листу в размере 50 фунтов стерлингов. Академия была переименована в Mrs Janet Taylor and Co. В 1863 году она опубликовала шестое издание «Указаний к звёздной планисфере», но в следующем году объявила о банкротстве. Она покинула Лондон в 1866 году. Тейлор заболела бронхитом и умерла 26 января 1870 года в возрасте 65 лет. В свидетельстве о смерти её профессия была указана как «учитель навигации».

## Работы
- Лунные таблицы для расчета расстояний[18]
- Лунно-солнечные и хорарные таблицы[17]
- Принципы упрощённой навигации[17]
- Образец навигации[17]
- Указания к Планисфере Звёзд, с Вводными Замечаниями о Звёздных и Планетных Системах[19]

## Дальнейшее чтение
- Croucher, John S. Mistress of Science: The Story of the Remarkable Janet Taylor, Pioneer of Sea Navigation / John S. Croucher, Rosalind F. Croucher. — Amberley, 2016. — ISBN 978-1445659855.
- Croucher, John S.; Croucher, Rosalind F. (2011). Mrs Janet Taylor's 'Mariner's Calculator': assessment and reassessment. The British Journal for the History of Science (англ.). 44 (4): 493–507. doi:10.1017/S0007087410001512. ISSN 1474-001X. S2CID 143689882.
- Gleadle, Kathryn (April 2013). The Riches and Treasures of Other Countries': Women, Empire and Maritime Expertise in Early Victorian London. Gender and History. 25 (1): 7–26. doi:10.1111/gend.12002. S2CID 143360491.
- Rose, Laura (2014). Poppy’s with Honour. AuthorHouse. p. 87.
- Croucher, John S. & Rosalind F. Mistress of Science. p. 60.
- Great Exhibition London, England. 1851. Official catalogue of the Great exhibition of the works of industry of all nations, 1851. 2nd ed. London: Spicer Brothers. 320 pp. 49.